# Plošinový vůz

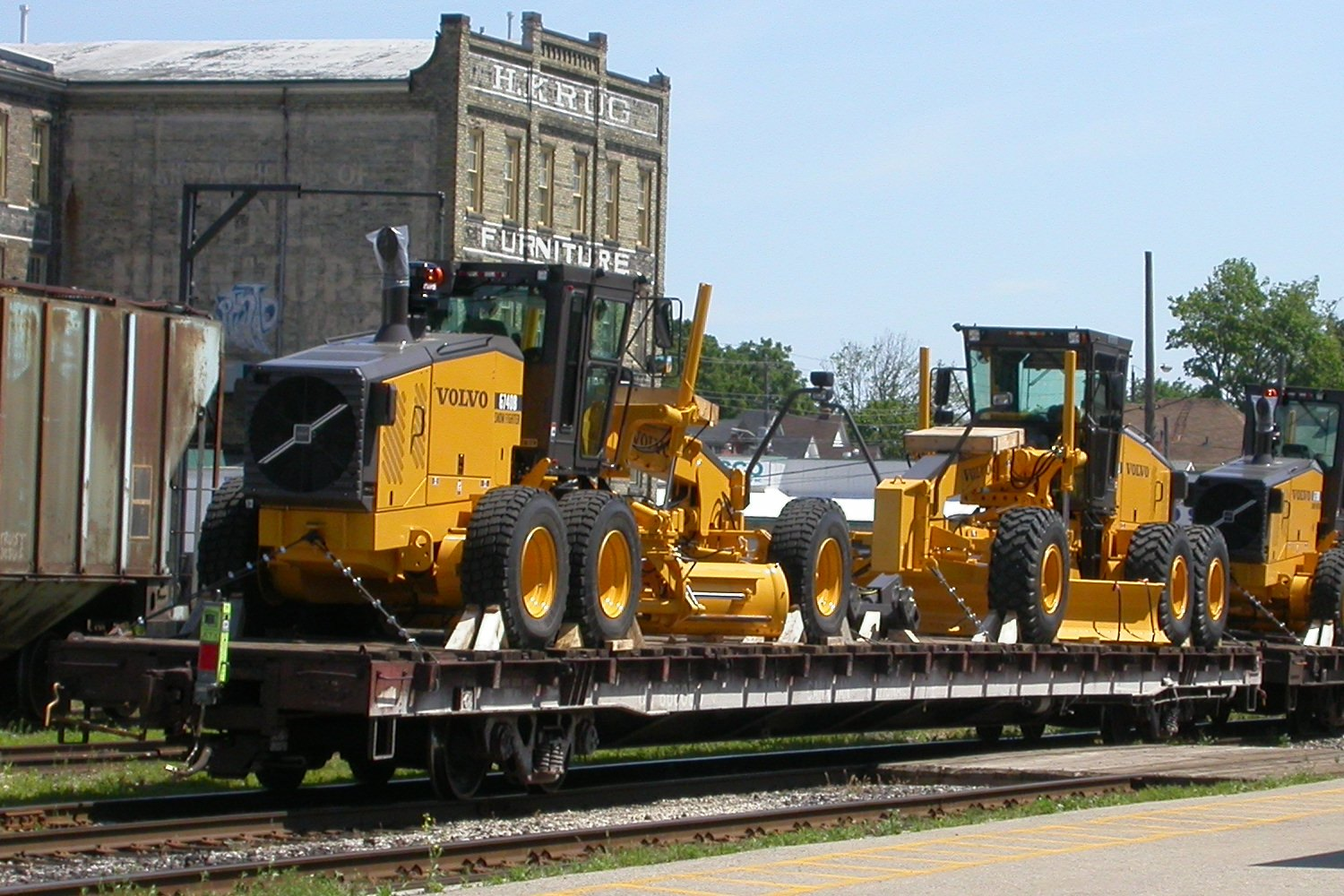
Přeprava grejdrů na plošinovém voze

Plošinový vůz je druh nákladního železničního vozu určený pro přepravu kusového zboží, které nemusí být chráněno před povětrnostními vlivy.
Využívány jsou především pro přepravu objemných nebo dlouhých zásilek jako strojírenské, hutní a stavební výrobky, kmenové dříví či silniční vozidla. K upevnění nákladu se u vozů širšího určení využívají uvazovací oka, sklopné nebo odnímatelné klanice s řetězy, podlaha, která je proto obvykle dřevěná, a u některých vozů výklopné prvky v podlaze (prahy). Jednoúčelové vozy na přepravu kmenového dříví mají oproti nim klanice pevné a vyšší, podlaha postačí ocelová a jsou trvale vybaveny stahovacími pásy.
Vozy podobné plošinovým vozům, ale v české technické tradici obvykle považované za samostatný typ:
- Kontejnerové vozy s trny pro upevnění kontejnerů v různých rozměrových kombinacích. Nové konstrukce těchto vozů nemají podlahu, v ČR však existují i vozy vzniklé rekonstrukcí plošinových vozů, u kterých je podlaha zachována.
- Oplenové vozy s oplenem pro přepravu dlouhých samonosných (ohybově tuhých) zásilek na dvojici vozů. Některé plošinové vozy vznikly odebráním oplenu z nepotřebných oplenových vozů.
- Nízkostěnné vozy – v podstatě plošinové vozy, vybavené navíc nízkými bočnicemi a čelnicemi. Některé plošinové vozy v ČR vznikly odebráním bočnic z nepotřebných nízkostěnných vozů.